# Gravitarmata
Gravitarmata là một chi bướm đêm thuộc phân họ Olethreutinae trong họ Tortricidae.

## Các loài
- Gravitarmata margarotana (Heinemann, 1863)